# Río Gatón
El río Gatón es un curso de agua del interior de la península ibérica, afluente del Najerilla.

## Descripción
Discurre por la comunidad autónoma española de La Rioja. Su curso, que sigue un cauce muy quebrado, finaliza en el río Najerilla cerca de Mansilla, en una zona hoy día anegada por el embalse de Mansilla. Aparece descrito en la Descripción física, geológica y minera de la provincia de Logroño de la siguiente manera:

Río Mansilla.—Llámase también arroyo Gatón. Nace en el término de Mansilla á 5396 metros del pueblo de este nombre. Discurre siempre por el terreno siluriano hasta cerca de dicha localidad, donde encuentra el trias, y muy poco después desemboca en el Najerilla. Lleva un caudal de 0,222 metros cúbicos por un cauce muy quebrado. Le son tributarios: por la margen derecha, el arroyo de Pulilla, y por la izquierda la fuente Salada. Está cruzado por cinco puentes y mueve cuatro molinos.
(Sánchez Lozano, 1894, p. 53)

Su curso completo, de unos 10,37 km, quedó protegido en 2017 bajo la figura de reserva natural fluvial. Pertenece a la cuenca hidrográfica del Ebro y sus aguas acaban vertidas en el mar Mediterráneo. 